# Pongpanot Naknayom
Pongpanot Naknayom (thailändisch พงศ์ปณต นาคนายม, geboren als Sujin Naknayom (thailändisch สุจินต์ นาคนายม); * 5. Januar 1979 in Phetchabun) ist ein thailändischer Fußballspieler.

## Karriere
Seinen ersten Vertrag unterschrieb Pongpanot Naknayom beim Chonburi FC in Chonburi. Von 2004 bis 2013 absolvierte der Torwart 76 Spiele in der Ersten Liga. Mit dem Verein wurde er 2007 Meister der Thai Premier League. 2008 und 2009 gewann er mit Chonburi den Kor Royal Cup. Mitte 2013 verließ er Chonburi und schloss sich dem Ligakonkurrenten BEC Tero Sasana FC aus Bangkok an. Bis Ende 2013 stand er 14 Mal im Tor des Erstligisten. 2014 nahm ihn der ebenfalls in der Ersten Liga spielende PTT Rayong FC aus Rayong unter Vertrag. Am Ende der Saison belegte er mit dem Club den 17. Tabellenplatz und musste somit den Weg in die Zweitklassigkeit antreten. Im Juli 2015 wechselte er zum ebenfalls in Rayong beheimateten Rayong FC. Der Verein spielte in der Dritten Liga, der Regional League Division 2, in der Central/East–Region. Mit dem Verein wurde er Ende 2015 Meister und stieg in die Zweite Liga auf. Nach dem Aufstieg ging er nach Ubon Ratchathani und unterzeichnete einen Vertrag beim Zweitligisten Ubon UMT United. Mit Ubon wurde er Vizemeister und stieg in die Erste Liga auf. 2018 ging er zu seinem ehemaligen Verein Police Tero FC. Mit dem Verein belegte er einen 15. Tabellenplatz und stieg in die Zweite Liga ab. Nach dem Abstieg verließ er Police und wechselte wieder nach Rayong, wo er sich wieder dem Rayong FC anschloss. Mit dem Verein stieg er als Tabellendritter in die Erste Liga auf.

## Erfolge
Chonburi FC
- Thailändischer Meister: 2007
- Thailändischer Pokalsieger: 2010
- Kor-Royal-Cup-Sieger: 2008, 2009

Rayong FC
- Regional League Division 2 – Central/East: 2015  ▲
- Thai League 2: 2019 – 3. Platz  ▲

Ubon UMT United
- Thailändischer Zweitligavizemeister: 2016  ▲